# Второе правительство Анри Кёя
Второе правительство Анри́ Кёя — кабинет министров, правивший Францией с 2 июля по 4 июля 1950 года; в период Четвёртой французской республики, в следующем составе:
- Анри Кёй — председатель Совета министров и министр внутренних дел;
- Жорж Бидо — вице-председатель Совета министров;
- Робер Шуман — министр иностранных дел;
- Рене Плевен — министр национальной обороны;
- Морис Пецш — министр финансов и экономических дел;
- Эдгар Фор — министр бюджета;
- Жан-Мари Лувель — министр торговли и промышленности;
- Поль Бекон — министр труда и социальное обеспечения;
- Рене Мейер — министр юстиции;
- Лионель де Тенги дю Пуё — министр торгового флота;
- Андре Морис — министр национального образования;
- Луи Жакино — министр по делам ветеранов и жертв войны;
- Пьер Пфлимлен — министр сельского хозяйства;
- Поль Кост-Флоре — министр заморских территорий;
- Морис Буржес-Монури — министр общественных работ, транспорта и туризма;
- Пьер Шнейтер — министр здравоохранения и народонаселения;
- Эжен Клод-Пти — министр восстановления и градостроительства;
- Шарль Брюн — министр почт;
- Жан Летурно — министр информации;
- Поль Джакобби — министр государственной службы и административной реформы;
- Поль Рейно — министр отношений с государствами-партнерами и Дальним Востоком.